# Acton (California)
Acton es un lugar designado por el censo ubicado en el condado de Los Ángeles en el estado estadounidense de California. En el año 2000 tenía una población de 2.390 habitantes y una densidad poblacional de 198.8 personas por km². 

## Geografía
Acton se encuentra ubicado en las coordenadas 34°28′22″N 118°11′1″O / 34.47278, -118.18361. Según la Oficina del Censo, la ciudad tiene un área total de 12 km² (4,6 mi²), de la cual 12 km² (4,6 mi²) es tierra y 0 km² (0 mi²) 0.00% es agua.

## Demografía
Según el censo de 2000, había 2,390 personas, 797 hogares y 639 familias residiendo en la localidad. La densidad de población era de 198.9 hab./km². Había 873 viviendas con una densidad media de 72.6 viviendas/km². El 89.12% de los habitantes eran blancos, el 0.71% afroamericanos, el 0.46% amerindios, el 1.46% asiáticos, el 0.04% isleños del Pacífico, el 5.31% de otras razas y el 2.89% pertenecía a dos o más razas. El 11.00% de la población eran hispanos o latinos de cualquier raza.